# Anduze-vaas

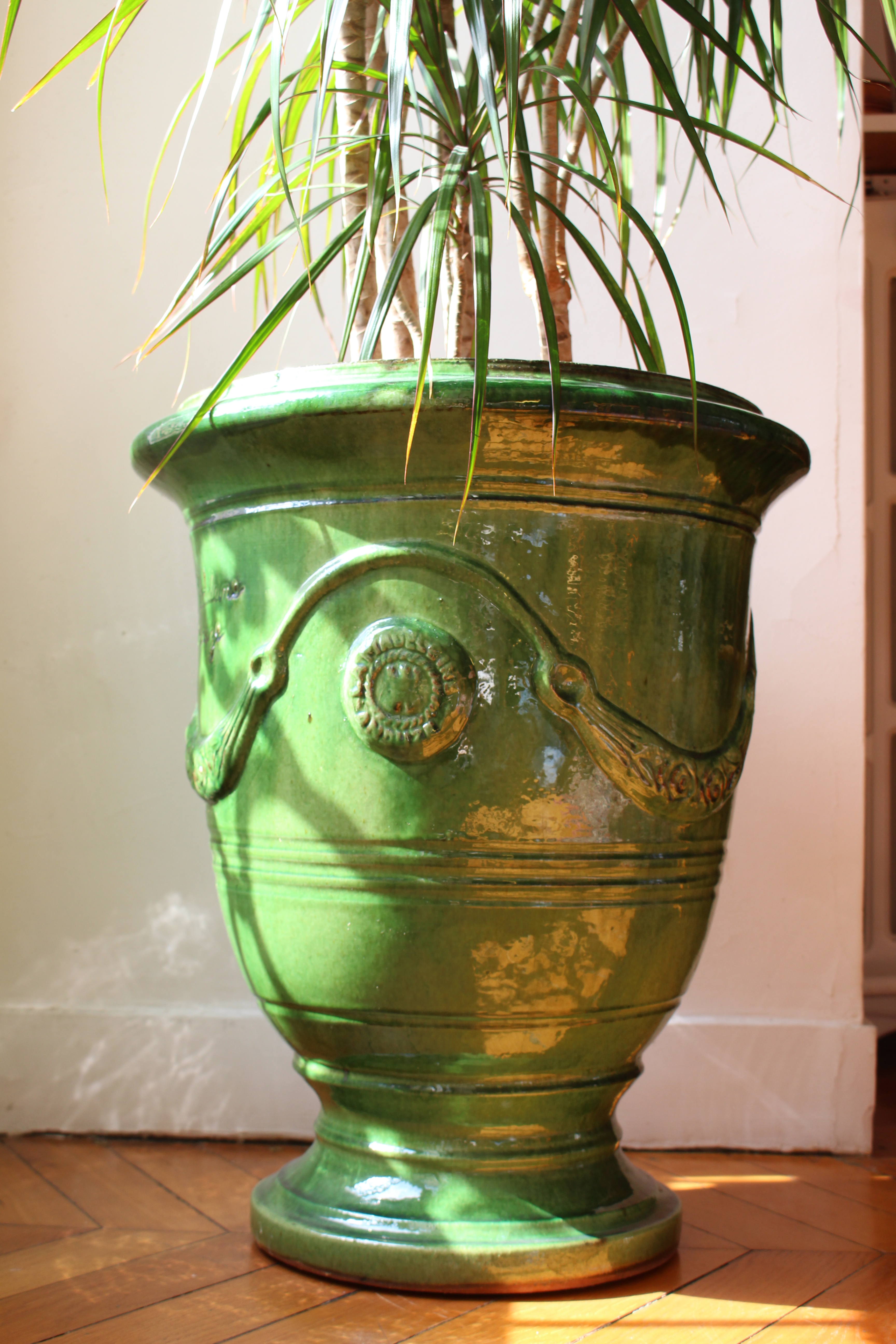
Een typische Anduze-vaas

Een Anduze-vaas (Frans: Vase d'Anduze) is een (meestal) grote, geglazuurde aardenwerken plantenpot met een lage, brede voet en versierd met guirlandes en mascarons of het merkteken van de pottenbakkerij. Anduze-vasen worden traditioneel in en rond het Franse plaatsje Anduze in de Cevennen geproduceerd. De naam bevat een geografische aanduiding, die wettelijk beschermd is. De oorspronkelijke functie van de vazen was, er citrusbomen in te planten om deze s'winters in een vorstvrije ruimte, bijvoorbeeld een orangerie, te kunnen laten overwinteren. Voor het glazuur werden vroeger hoofdzakelijk de kleuren groen, bruin of okergeel gebruikt,  maar tegenwoordig ook veel andere kleuren.

## Geschiedenis
De stad Anduze was al in de zeventiende eeuw een belangrijk productiecentrum voor allerlei soorten aardewerk, ook voor tuinvazen. Volgens een legende is de maker van de allereerste Anduze-vaas geïnspireerd geweest door een marmeren Medici-vaas, wat waarschijnlijk is. De oudste tot nu toe bekende aardewerken pot, die als typische Anduze-vaas kan worden betiteld, is gesigneerd met Gautier en dateert uit 1728. Ze stamt uit de productie van de pottenbakkersfamilie Gautier die al sinds de zestiende eeuw in Anduze was gevestigd. Omstreeks 1766 begint ook de familie Boisset met de productie van Anduze-vazen en neemt in het begin van de negentiende eeuw de productie van de familie Gautier over. Daarna beginnen ook andere pottenbakkerijen Anduze-vazen te produceren. In de negentiende eeuw domineerden de pottenbakkersfamilies Boisset, Bourguet en Castanet de productie. In de twintigste eeuw stagneert de vraag naar Anduze-vazen waardoor het meeste pottenbakkerijen de productie staken. Alleen bij Boisset wordt de productie voortgezet.

## Huidige pottenbakkerijen
Sinds de jaren 1980 zijn er in en rond Anduze weer negen pottenbakkerijen die Anduze-vazen produceren:
- Les Enfants de Boisset
- Les Terres Anciennes
- Les Cordeliers
- Ampholia
- Poterie du Château
- Terre Figuières
- La Madeleine
- Le Chêne Vert
- Terre d'Anduze

Ze zijn verspreid over de gemeenten Anduze, Tornac, Massillargues-Attuech, Lézan, Boisset-et-Gaujac, tot aan Alès toe. Voor toeristen heeft het informatiebureau voor de Cevennen een route uitgestippelt, de zogenoemde Route du Vase d'Anduze.

## Afbeeldingen

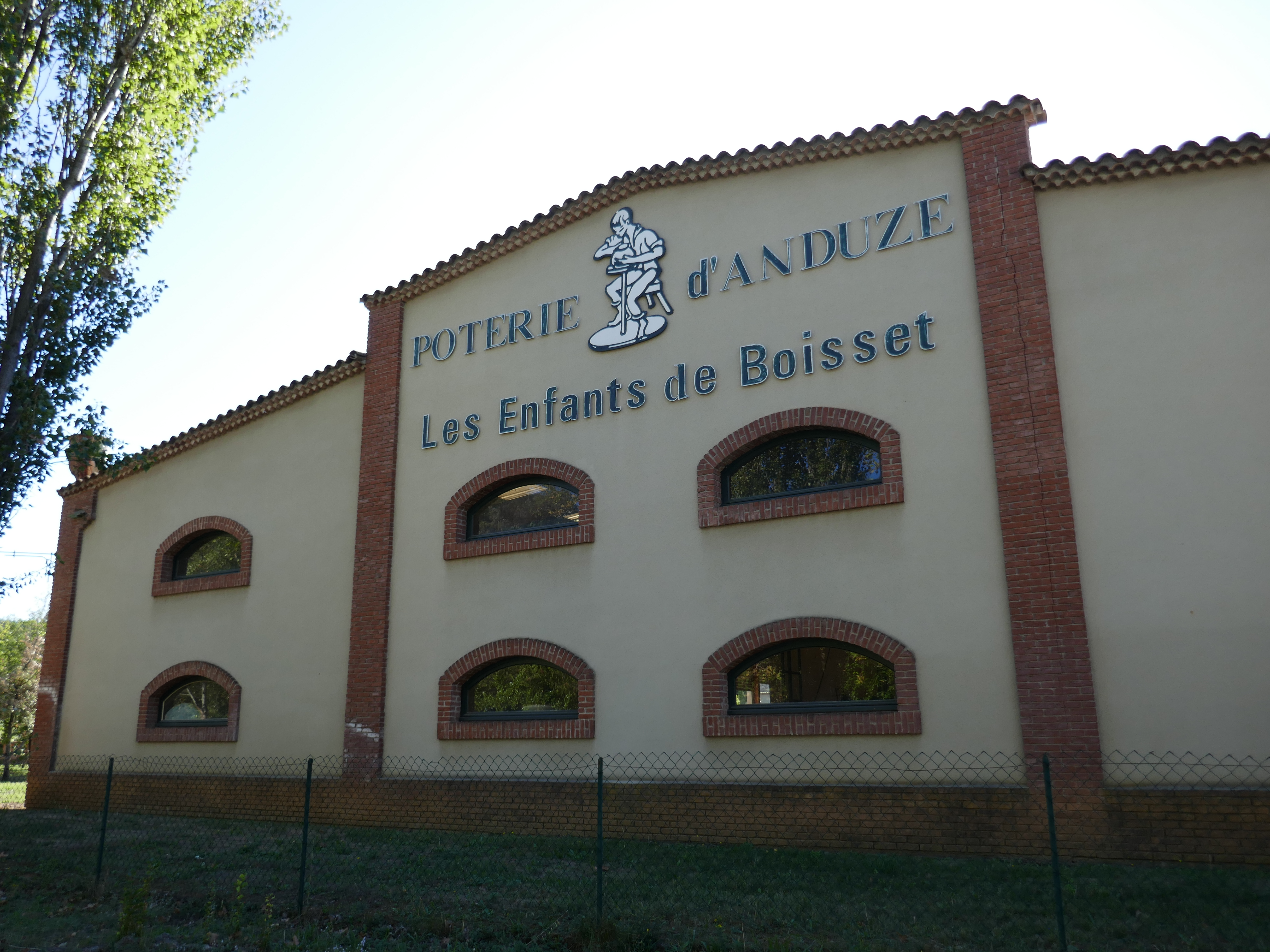
Pottenbakkerij Les enfants de Boisset
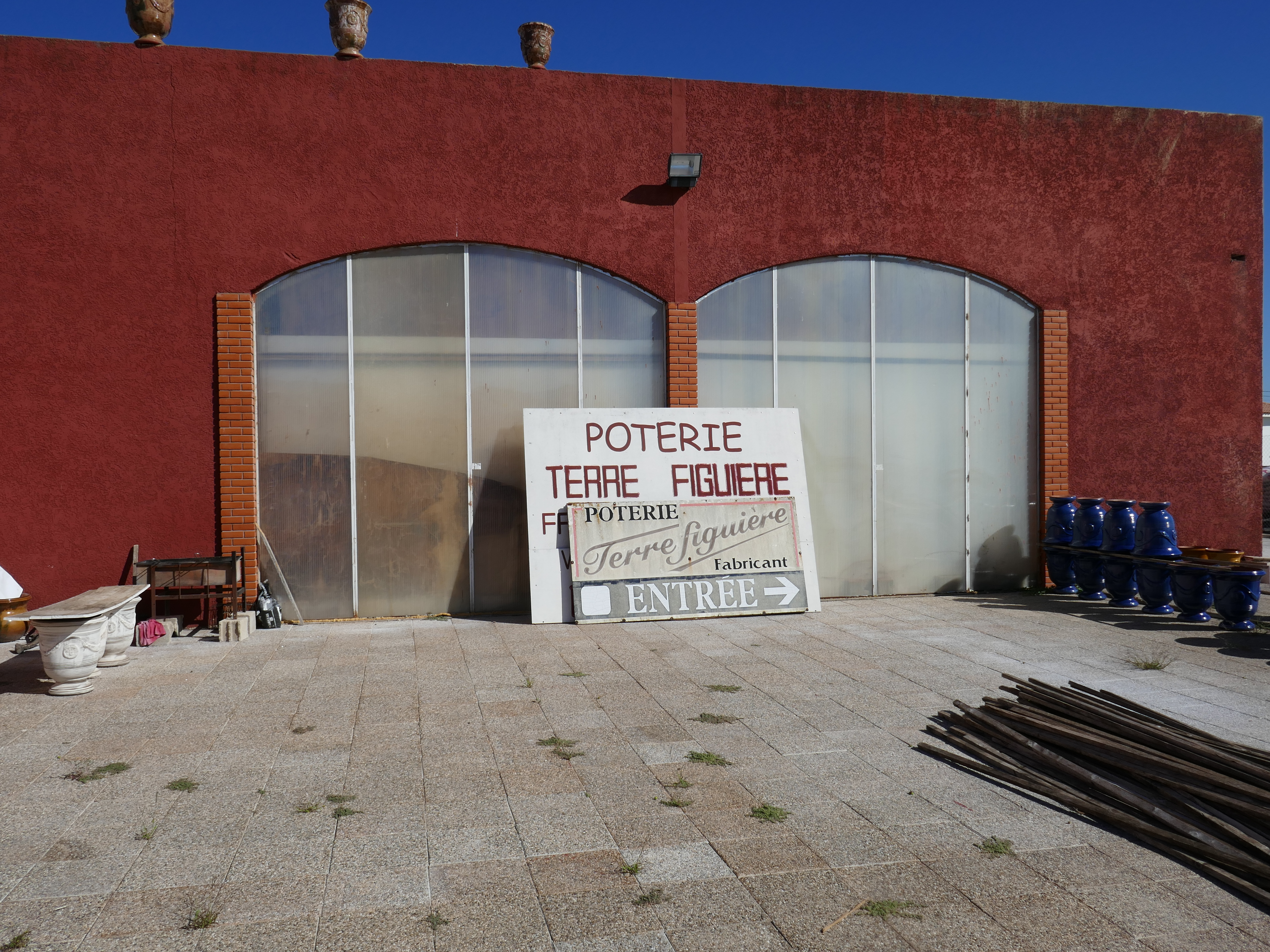
Pottenbakkerij Terre Figuière
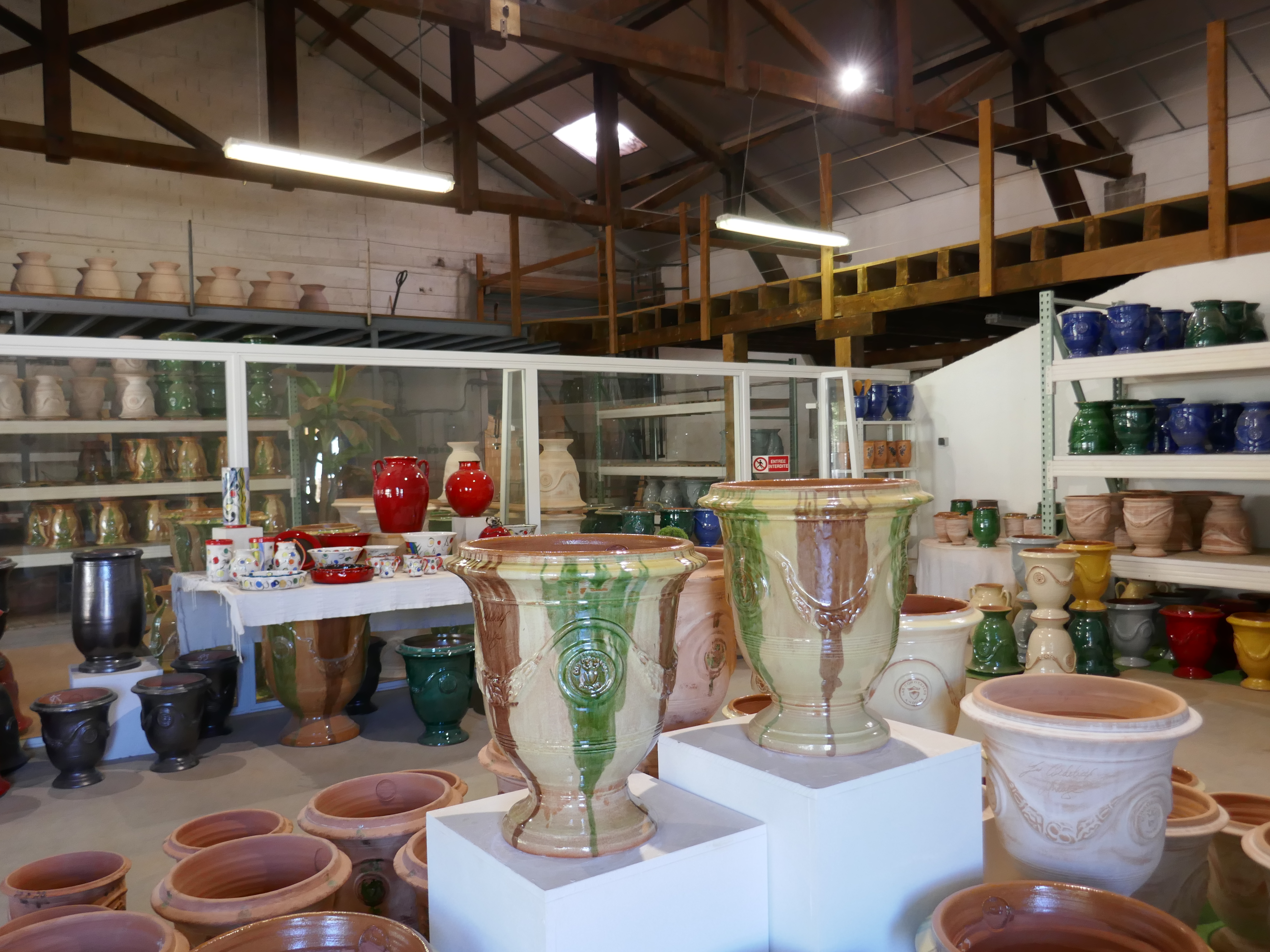
De presentatieruimte van pottenbakkerij Les Cordeliers in Anduze
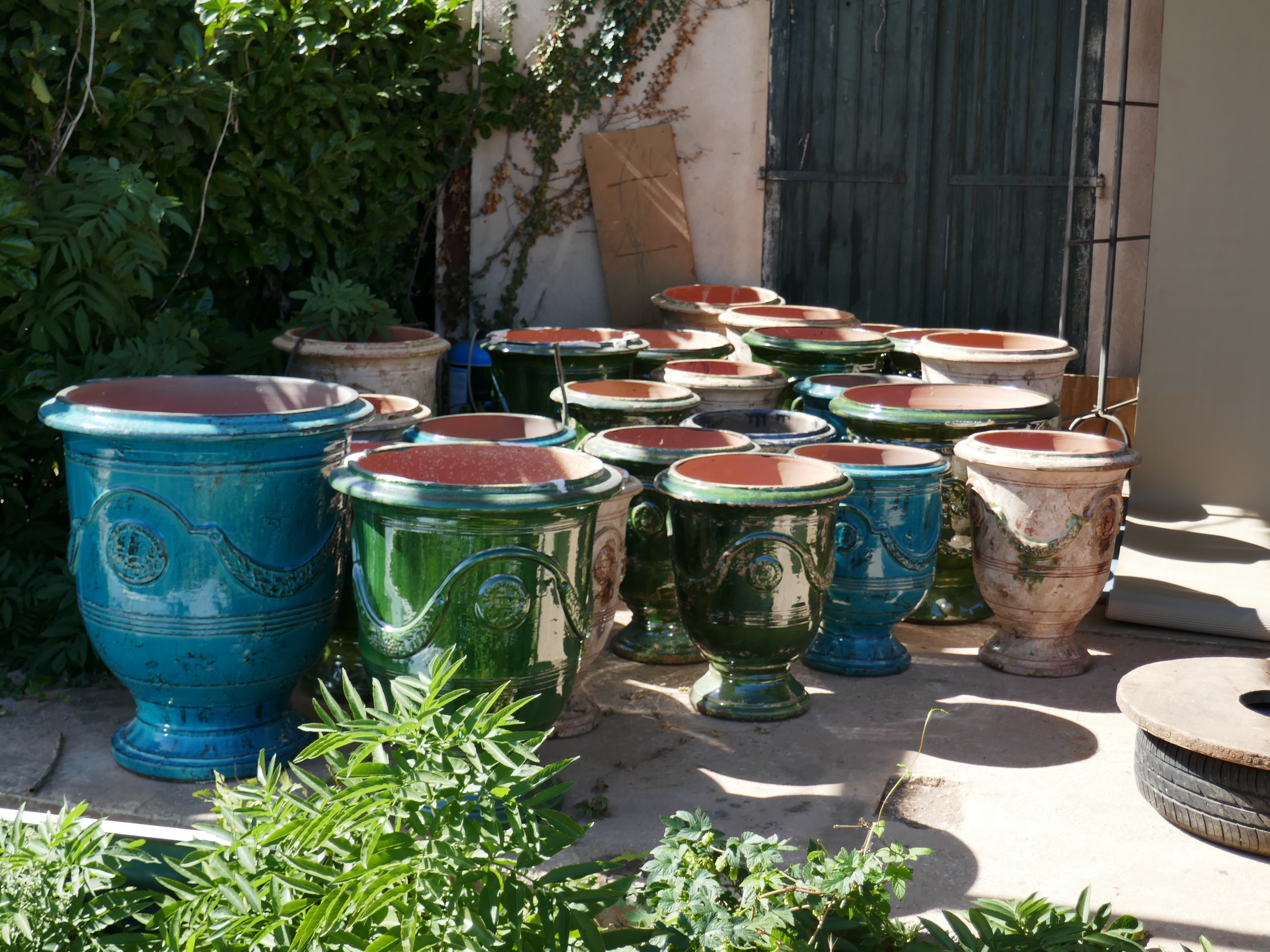
Anduze-vazen bij de pottenbakkerij Terre d'Anduze in Alès